# いなごが飛んでる
「いなごが飛んでる」（いなごがとんでる）は、日本のバンド・フィッシュマンズの楽曲であり、2枚目のシングルである。1991年7月21日発売。発売元はヴァージン・ジャパン。

## 概要
- 「いなごが飛んでる」は1stアルバム『Chappie, Don't Cry』からのシングル・カットであり、「It' Be Alright」も同アルバムのレコーディング・セッションにて収録されたもの[1]。

## 収録曲
1. いなごが飛んでる（東京タワー・ミックス）（3分42秒）
作詞・作曲：佐藤伸治／編曲：フィッシュマンズ
初期のライブでもよく演奏されていた楽曲で、1988年3月3日の渋谷ラ・ママでのオーディションの際にも演奏している[2]。
フィッシュマンズの所属事務所りぼんの代表取締役である奥田義行は、オムニバス・アルバム『PaNic PaRadise』に収録されたヴァージョンのこの曲が最初に聴いたフィッシュマンズの曲であり、「僕は東京の葛飾で生まれたんですけど、学校からちょっと行くと畑があって、いなごも飛んでた。そういう小さいころの環境が似ていて、印象的でした」と述べている[3]。
本曲のスタジオテイクとしては3種類あり、『PaNic PaRadise』収録のもの（ハカセ加入前でありキーボードが入っていない）、『Chappie, Don't Cry』のヴァージン・レコード盤に収録のもの（通称「オリジナル・ミックス版」）、そして本シングルやシングル『Walkin'』、『Chappie, Don't Cry』のメディア・レモラス盤、ベスト盤『1991-1994 singles & more』に収録の「東京タワーミックス[4]」がある。『Chappie, Don't Cry』の2つのヴァージョンはいずれも同アルバムのレコーディング・セッションで収録したものと思われるが、一部のパートのテイクやミックスに差異が認められる。なおオリジナル・ミックス版は2009年にリイシューされた『Chappie, Don't Cry』のHQCD盤にも収録されている[5]。
2. It's Be Alright（4分59秒）
作詞・作曲：佐藤伸治／編曲：フィッシュマンズ
初期のライブでもよく演奏されていた楽曲で、1990年4月20日の渋谷ラ・ママでの初ワンマン『安い週末』でも演奏している。

## 収録アルバム

### いなごが飛んでる
※各作品での収録ヴァージョンは先述のとおり。
- 『PaNic PaRadise』
- 『Chappie, Don't Cry』
- 『1991-1994 singles & more』

### It's Be Alright
- 『空中 ベスト・オブ・フィッシュマンズ』Disc-2

## 映像作品

### いなごが飛んでる
- 『フィッシュマンズ in SPACE SHOWER TV（episode.1）』に1992年2月24日の渋谷CLUB QUATROでのワンマン・ライブにて演奏された本曲が収録されている（同年4月18日にSPACE SHOWERでオンエアされたもの）。

## タイアップ
- 1992年12月、フジテレビ系番組『わんわんバラエティ・スターはポチだ！』のOP曲に「いなごが飛んでる」が使用され（ED曲は「Walkin’」）、「いなごが飛んでる」は1993年2月発売のシングル「Walkin'」のカップリング曲（3曲目）として再度シングルに収録された。

## 参加ミュージシャン
- 佐藤伸治: ボーカル、ギター
- 小嶋謙介: ギター
- 茂木欣一: ドラムス、コーラス
- 柏原譲: ベース
- ハカセ: キーボード